# Kielosaari (ö i Norra Karelen, Mellersta Karelen, lat 62,19, long 30,03)
Kielosaari är en ö i Finland. Den ligger i sjön Piimäjärvi och i kommunen Kides i den ekonomiska regionen  Mellersta Karelens ekonomiska region  och landskapet Norra Karelen, i den sydöstra delen av landet, 300 km nordost om huvudstaden Helsingfors. Öns area är 0,1 hektar och dess största längd är 50 meter i öst-västlig riktning.